# Šolski center Novo mesto, Višja strokovna šola
Višja strokovna šola, Šolski center Novo mesto je višja strokovna šola v Novem mestu in je del Šolskega centra Novo mesto. Ustanovljena je bila leta 1996 ob začetku uvajanja višjega strokovnega šolstva v Sloveniji. Ob ustanovitvi je šola izvajala program strojništvo. Trenutna ravnateljica je Dragica Budić.
Vsi programi se izvajajo kot redni in izredni študij, razen študijskega programa Logistično inženirstvo, kjer rednega študija ne izvajajo. Študij na daljavo se izvaja za program Strojništvo v Murski Soboti in program Kozmetika v Izoli. Diplomanti šole dobijo naziv inženir/inženirka ustrezne smeri.
Šola izvaja programe (urejeno kronološko po začetku izvajanja):
- strojništvo
- varstvo okolja in komunala
- logistično inženirstvo
- elektronika
- informatika
- lesarstvo
- kozmetika
- mehatronika